# Янко Бобетко
Янко Бобетко (хорв. Janko Bobetko, *10 січня 1919, Црнаць — †29 квітня 2003, Загреб), — хорватський військовий діяч, генерал хорватської армії та начальник Генерального штабу Збройних сил Республіки Хорватія з 1992 р. по 1995 р.

## Життєвий і бойовий шлях
У Сісаку, районом якого стало пізніше рідне село Янка Бобетка, майбутній генерал навчався в гімназії, після чого був зарахований на ветеринарний факультет Загребського університету. 1938 року вступив до КПЮ, а 1941 р. брав участь у підготовці повстання у своїй окрузі. 11 липня 1941 р., після того, як усташі вбили його батька і трьох братів, Бобетко приєднався до першого антифашистського підрозділу окупованої Європи — першого сісацького партизанського загону в лісі Брезовіца поряд із Сісаком. Під час Другої світової війни його було тяжко поранено у словенському місті Дравограді, але він вижив і став офіцером Югославської народної армії. Після війни закінчив Вищу військову академію ЮНА і дістав звання генерал-майора ЮНА. У 1966 р. дослужився до звання генерал-лейтенанта і очолив командування 5-го військового округу ЮНА (Словенія і Хорватія).
Під час Хорватської весни 1971 р. долучився до хорватських реформістів, тому рішенням Йосипа Броз Тіто його було виключено з лав ЮНА вкупі ще з 19-ма хорватськими генералами. До здобуття Хорватією самостійності в 1991 р. професійний військовик Янко Бобетко не міг прилюдно ні висловлюватися, ні діяти.
У ході війни за незалежність Янко Бобетко відмовляється від запропонованого місця міністра оборони Республіки Хорватія, але включається у війну за незалежність у регіоні Бановіна, а 10 квітня 1992 року Президент Франьо Туджман присвоїв йому звання генерал-полковника хорватської армії. У тому самому році він прийняв на себе командування Південним фронтом, успішно керуючи на цій посаді операцією зняття блокади з Дубровника та операціями вглиб території від Дубровника: Тигр — захоплення ключових висот, з яких війська Республіки Сербської обстрілювали підступи до міста, Конавле — визволення чималої території цієї адміністративної одиниці і витіснення ворога за межі Республіки Хорватія та Влаштіца — зайняття однойменної гірської вершини на прилеглій боснійській території, з якої бійці частин Республіки Сербської вели мінометний і артилерійський вогонь по Дубровнику і околицях.
Після того, 20 листопада 1992 р. генерал Янко Бобетко призначається начальником Генерального штабу Збройних сил Республіки Хорватія, змінивши на цьому посту генерала Антона Туса. Після розблокування Дубровника та околиць Янко Бобетко керує операціями «Масленіца» і «Медакська кишеня». Президент Туджман 15 липня 1995 р. звільнив його з посади начальника штабу безпосередньо перед операцією «Буря». Відтоді й до 1999 р. він був депутатом від ХДС у хорватському парламенті.
У 1996 році генерал Бобетко видав книгу Всі мої битви (хорв. Sve moje bitke), у якій описав всі свої перемоги в Хорватській війні. У ній він показав військові карти операцій Червневі зорі, Тигр, Масленіца, Медакська кишеня, Блискавка та Буря. У цій книзі він, зокрема, написав:
«Я маю незаплямований образ, що дозволяє мені залишити після себе письмове свідчення про все, що я робив і довершив за своє більш ніж п'ятдесятирічне військове і політичне життя».
Гаазький Трибунал звинуватив його у воєнних злочинах, скоєних у 1993 році в ході операції «Медакська кишеня». Генерал Бобетко тоді заявив, що він не вирушить до Гааги живим, і відмовився одержати обвинувальний висновок.
2000 року Янко Бобетко віддалився від громадського життя, помер 29 квітня 2003 р. у Загребі, а похований на Міському кладовищі у Сісаку.

## Посади
- політичний комісар бригади
- політичний комісар 32-ї дивізії
- з 1966 р. до 2 грудня 1971 р. — начальник штабу 5-го військового округу ЮНА
- з 10 квітня 1992 р. — командувач Південного фронту
- 10 вересня 1992 р. — член Ради національної оборони Республіки Хорватія
- з 20 листопада 1992 р. до 1995 року — начальник Генерального штабу ЗС Республіки Хорватія
- 16 листопада 1993 р. — член Президентської Ради оборони і національної безпеки
- тимчасовий голова Палати депутатів хорватського парламенту.

### Звання
- Генерал-полковник — з 4 січня 1992 р.
- Генерал армії — з 24 травня 1995 р.

## Відзнаки, медалі та подяки
- 26 травня 1995 р. — Орден хорватського трилисника
- 26 травня 1995 р. — Орден бана Єлачича
- 26 травня 1995 р. — Орден князя Домагоя з великою стрічкою,[2]
- 28 травня 1995 р. — Орден короля Петара Крешимира IV зі стрічкою і зіркою
- 20 травня 1996 р. — Відзнака вдячності батьківщини
- 8 січня 1998 р. — Медаль за участь в операції «Буря»
- 26 травня 1998 р. — Орден Анте Старчевича
- 2002 р.: премія «Ми були перші, коли було треба» за книгу «Сава все-таки потекла в Загреб»